# Dendronephthya michaelseni
Dendronephthya michaelseni är en korallart som beskrevs av Kükenthal 1910. Dendronephthya michaelseni ingår i släktet Dendronephthya och familjen Nephtheidae. Inga underarter finns listade i Catalogue of Life.